# Avenue Théo Vanpé
L'avenue Théo Vanpé est une avenue bruxelloise de la commune d'Auderghem, qui relie le boulevard du Souverain à la place Édouard Pinoy sur une longueur de 290 mètres.

## Historique et description
Le chemin apparaît déjà sur la carte de Van Werden (1659). Il commençait à Hof te Schoonenberch, à la fin de l'actuelle chaussée de Watermael, et menait les fermiers au Neermeulen (plus tard le moulin à Papier).
L'Atlas des Communications Vicinales (1843) mentionne ce chemin sous le n° 24 et le nom Papiermolenstraet (rue du Moulin à Papier). Il était long de 1.805 m et comprenait alors la rue de la Houlette, le Pré des Agneaux, la place Édouard Pinoy, l'avenue Théo Vanpé et, après la Woluwe, il se terminait à l'actuelle avenue des Frères Goemaere.
Il fut interrompu une première fois lors de la construction du boulevard du Souverain. Le collège décida alors le 7 janvier 1911 de donner à cette partie le nom de rue de la Brebis.
Le 1er janvier 1917, pour éliminer des doublons en région bruxelloise, elle devint la rue de la Houlette.
En aménageant la place Pinoy, la rue fut encore une fois coupée en deux, le 20 juin 1925. Ainsi naquit l'avenue Théo Vanpé.

### Abords
Quatre personnes ayant habité avenue Vanpé aillaient donner leur nom à une voie publique: Georges Golinvaux (n° 77), Adolphe Keller (n° 19), Louis Van Simaey (n° 50) et Guy-Jean Verachtert (n° 70).

### Origine du nom
Théo Vanpé né le 17 mars 1899 à Etterbeek[pertinence contestée], tué le 25 décembre 1917[réf. souhaitée] à bord du S.S. Espagne, torpillé en haute mer lors de la première guerre mondiale. Il était domicilié en la commune d'Auderghem rue de la Chasse Royale n° 27.